# Beehive hut von Bosporthennis
Die Beehive hut von Bosporthennis liegt in Zennor bei St Ives in Cornwall in England.
Die eisenzeitliche Rundhütte aus Trockenmauerwerk liegt in einer vorgeschichtlichen Ackerlandschaft mit weiteren Rundhütten. Die Rundhütte ist eine etwa 4,0 Meter messende kraggewölbte Kammer, die über ein niedriges Portal mit einer rechteckigen Kammer von 3,3 × 2,1 Metern Größe verbunden ist. Letztere wurde durch eine moderne Mauer abgetrennt.
Bautechnisch ähnelt sie den anderen Rundhütten und Fogous von West Penwith und wird trotz der oberirdischen Lage gelegentlich als Fogou eingestuft. Seit 1926 ist sie als Scheduled Monument geschützt.